# Stan Bubenič
Stan Bubenič, vlastním jménem Stanislav Bubeníček (22. března 1904 Litomyšl – 23. prosince 1979 tamtéž), byl český fotograf, spisovatel a humorista, který v 50. letech 20. století působil jako klarinetista u cirkusů Čechie a Humberto a své vzpomínky na cirkusové prostředí zpracoval v autobiografické knize Kvapík pro lipicány, později jím samým přeložené do esperanta a vydané pod názvem Pod cirkusovým stanem (1988).

## Život
Narodil se v Litomyšli, v Praze vystudoval na Univerzitě Karlově práva, oženil se, avšak jeho žena Valerie – také advokátka – byla za války odvlečena do koncentračního tábora Terezín. Odtud se vrátila a vedla s manželem advokátní poradnu až do roku 1950, kdy ji po převratu museli uzavřít a živit se, jak se dalo. Pracoval v recepci hotelu, v továrně, prodával obrazy (až do důchodu), kácel stromy, byl i elektrikář, překladatel, vedoucí krajského koncertního a estrádního jednatelství v Hradci Králové, zkrátka vystřídal řadu zaměstnání. Láska k hudbě a hra na klarinet mu získala také místo v cirkusovém orchestru.
V roce 1964 odešel do důchodu, vrátil se do rodné Litomyšle a seznámil se s Karlem Píčem, významným esperantským spisovatelem, a sám se začal esperantu učit. Nakonec se rozhodl přeložit knihu Kvapík pro lipicány i do esperanta. Literární zkušenosti už měl s texty, které publikoval např. v Dikobraze a v knize soudniček Zač je v Hradci pardubický perník. V esperantské tvorbě ho utvrzovala jeho nizozemská přítelkyně Jenny Heetkampová-Senstiusová, se kterou si dopisoval. Rukopis jí odeslal v roce 1969 a ona začala shánět nakladatele. Podařilo se jí to až po jeho smrti v roce 1988. V předmluvě se zmiňuje, že mu smrt nedovolila dokončit dalších pět rukopisů.
V roce 1971 napsal také knihu pro děti, ve které vylíčil očima dítěte život v Litomyšli před první světovou válkou a připojil několik svých pohádek. Kniha však musela počkat na vydání až do roku 2016, aby otevřela výstavu v Regionálním muzeu v Litomyšli, věnovanou tomuto spisovateli.

## Dílo
- Zač je v Hradci pardubický perník (1958, Hradec Králové, Krajský dům osvěty)
- Kvapík pro lipicány (1965, Havlíčkův Brod, Východočeské nakladatelství)
- Sub cirkotendo (Pod cirkusovým stanem, 1988, Haag, Esperanto-Instituto – vlastní překlad Kvapíku pro lipicány do esperanta)
- Povídej, dědo, jaks byls malejs (2016, autor vylíčil očima dítěte život v Litomyšli před první světovou válkou a připojil několik svých pohádek)

## Výstavy
- Stanislav Bubeníček: litomyšlský fotograf, spisovatel a humorista (Regionální muzeum, 5.12.2016 – leden 2017, výstava představila život a dílo litomyšlského advokáta)